# ФК Мариска
Мариска (на люксембургски: Marisca Miersch) е футболен отбор от град Мерш в Люксембург. Отборът е основан през 1906 г. Основните клубни цветове са червеното и бялото. Домакинските си срещи играе на стадион „Терен Шинтгешпеш“ с 1 000 места. Най-големият успех постига през 2022/23 като стига до финала за Купата на Люксембург загубен от Диферданж с 2:4 на Люксембург. Дебют във висшата дивизия прави през 2023 година.

## Предишни имена
| Години    | Име                              |
| --------- | -------------------------------- |
| 1916-1940 | „ФК Мариска Мерш“ Marisca Mersch |
| 1940-1944 | „ФК Мерш“ FK Mersch              |
| 1944-     | „ФК Мариска Мерш“                |

## Успехи
- Купа на Люксембург
  -  Финалист (1): 2022/23
- Първа Дивизия
  -  Второ място (1): 2022/23 (промоция)
- Втора Дивизия
  -  Шампион (3): 1962/63, 2011/12, 2019/20